# Probezzia meadi
Probezzia meadi är en tvåvingeart som beskrevs av Wirth 1994. Probezzia meadi ingår i släktet Probezzia och familjen svidknott. Inga underarter finns listade i Catalogue of Life.